# غزالی عثمانی
غزالی عثمانی (عربی: غزالي عثماني؛ زادهٔ ۱ ژانویه ۱۹۵۹) سیاستمدار و رئیس‌جمهور فعلی کشور کومور است، و از سال ۲۰۱۶ سمت ریاست جمهوری را بر عهده دارد. او در سال ۲۰۰۲، در انتخابات میان چند حزب پیروز شد. پیش از شروع انتخابات، طبق قانون اساسی مجبور شد به‌طور موقت از سمت خود کناره‌گیری کند تا بتواند نامزد انتخابات شود.
در ۱۵ مه ۲۰۱۶ دادگاه قانون اساسی اعلام کرد که غزالی عثمانی در انتخابات ریاست جمهوری ۲۰۱۶ پیروز شده‌است و جانشین رئیس‌جمهور وقت اکیلیلو دونین است.

## زندگی
غزالی در سال ۱۹۵۹ در میتسودژه در جنوب غربی گرند کومور متولد شد. پیش از آن‌‌که دولت غیرنظامی را در سال ۱۹۹۹ سرنگون کند، برای دو دهه یک نظامی بود. بین سال‌های ۱۹۷۷ و ۱۹۸۰ در آکادمی نظامی سلطنتی در مراکش آموزش دید و چترباز ارتش شد. در بازگشت به کومور، به FAC پیوست. پس از مرگ عبدالله و عزیمت مزدوران در ۱۹۸۹–۱۹۹۰، سرگرد غزالی افسر ارشد در نیروی دفاع جدید کومور (FCD) شد. در سال ۱۹۹۶ آموزش‌های بیشتری را در آکادمی نظامی فرانسه گذراند و به رتبه سرهنگی و رئیس ستاد ارتش جدید توسعه ملی (NAD) ارتقا یافت.
تا سال ۲۰۱۸، ریاست جمهوری هر پنج سال بین سه جزیره کشور، گرند کومور، آنژوان و موهلی تغییر می‌کرد. در سال ۲۰۱۸، با رفراندوم قانون اساسی این سیستم به پایان رسید و غزالی در سال ۲۰۱۹، در انتخابات ریاست جمهوری اتحاد قمر شرکت کرد و در دور اول رأی‌گیری ۶۰٫۷ درصد از آراء را به‌دست آورد. وی در آوریل سال ۲۰۱۹ وظایف خود را از سر گرفت.